# ゆけゆけ!!トラブルメーカーズ
『ゆけゆけ!!トラブルメーカーズ』は、トレジャーが開発し1997年6月27日にエニックスから発売されたNINTENDO 64専用ソフトである。欧米では「MISCHIEF MAKERS」のタイトルで任天堂から発売された。
メイドロボ「マリナ」が、悪の帝国軍を倒してさらわれたガンベル博士を救出し、ネンドロ星の平和を取り戻すストーリーである。64コントローラーの持ち方は「ファミコンポジション」、つまり3Dスティックを一切使用しない、NINTENDO64の中では数少ないゲームの一つ。

## ゲームシステム
グラフィックが立体で奥行きがある横スクロールアクションゲーム。体力は3本のゲージ制（回復可）で、コンテニュー方式。
各種ステージは、章構成と幕構成（章-幕）となっており、各章の中盤と終盤にはそれぞれ中ボスとボスが控えている。
各ステージでは、クリア時間に応じクリアランクが表示されるタイムアタック要素を備えている。各クリアランクによってトータルランクが集計されるが、これもエンディングに関わってくる。

### 操作アクション
本作で操作する「マリナ」は殴るなど直接的な肉体攻撃はほとんどないが、特徴の一つとして物を「つかむ」ことが挙げられる。つかんだ後の何らかの操作により攻撃が可能となるほか、これらの動作を駆使したステージ上のギミックを解いていく。
ゲーム中に登場する敵そのものや敵が発射する弾など、地形以外のほとんどの物はBボタンでつかむことができ、方向キーで狙いを定めてBボタンを押すと投げる。つかめる攻撃は事前にロックオンマークが表示されることもある。
物をつかんでいる状態で上、または下ボタンをすばやく2回以上押すことで物を「振る」（フリフリ）。これにより、振ったものからアイテムを出したり、物の性質を変化させることが出来る。また、投げた場合にも性質が変化する物がある。
その他の操作として、移動入力の連打およびCボタンでできる素早く移動できるダッシュ・ホバリング、しゃがみ状態から行えるスライディングと大ジャンプ、つかんでいない状態で下ボタンを二回押すことで緊急回避の「ころがり」を行う。
一部ステージではネンドロ星人の「ちゃっぴぃ」を操作する場面があり、その場合はパンチやキック、3段ジャンプなどのアクションに限定される。

### アイテム
ねんつぼ
アイテムを収納できる壷。下ボタンを押し続けることで中をのぞき、取り出すものを選べる。また、組み合わせのあるものを収納する事で、ねんつぼを振ることで上位アイテムに合成することも可能。
ねんボム
赤く点滅するブロックを破壊できる爆弾。つかんだ瞬間カウントダウンを開始し、0になるとそのまま爆発してしまう。高いところから落ちても同様に、衝撃で勝手に爆発してしまう。
クリスタル
体力を回復するブルークリスタル、グリーンクリスタル。コンテニュー回数を増やすためのレッドクリスタルがある。
イエロークリスタル
ステージ各所に置いてあったり、振らないと出てこないように隠されていたり、特定ステージで条件を満たすことで出現する黄色いクリスタル。所持数により、エンディングを見られる時間が変動する。つまり、全部集めないとエンディングを最後まで見ることが出来ない（また、ゲームファイル作成時に設定した性別や年齢によって若干変化する）。なお、取得すると体力がたくさん回復する。

## 本作の舞台
舞台となるネンドロ星は、そこに住まう住民や動物、そして一部の物までムンクの「叫び」のような顔をしている。動物や物には必ず「ねん」もしくは「ネン」が名前に入っている。ネンドロ星人は力尽きると溶けてしまう。
敵として登場する者の多くは「悪の帝国軍」についたネンドロ星人であるが、エリアのボスなど帝国軍の本部の者は「叫び」顔をしていないことから分かる通り、ネンドロ星人では無い。

## キャラクター
マリナ=ナゲット
声優：鈴木真仁
本作の主人公であるメイドロボ。ガンベル博士の家で世話をしているが、博士がトラブルを起こした場合は大暴れする。性格は明るくて寂しがりや。力は結構あり、ネンドロ星の事件も解決する。
なお、トレジャーが製作した『ラクガキショータイム』にも登場している。
ガンベル=H=ジョーブ
声優：樋浦勉
マリナの生みの親にして、冒険好きの天才科学者。ネンドロ星のSOS信号を受けて駆けつけたが、何故かネンドロ星で悪者に何度もさらわれる。
ちゃっぴぃ
伝説の勇者「ねんたまん」の血をひくねんどろであり、マリナの協力者でもある。ゲーム中では巨大化したちゃっぴぃをフリフリで操縦したり、故障したマリナを救うため彼を操作する場面がある。
ちゃぴ子
ちゃっぴぃの妹であり心優しい性格。しかし、彼女にはある秘密がある。
バブー
帝国軍の攻撃を受けた王家の生き残り。語尾に「バブ」を付ける。彼をいじめると天罰が下る（ゲームオーバーになる）。
ゲスラー
帝国軍瞑府軍軍隊長。怪獣のコゲスラーを操り挑んでくる。
スティンガー
声優：大塚芳忠
ビィーステクターの1人。帝国軍制陸軍軍隊長で犬の獣人。熱い性格でトリガーハッピー。バイク型から犬型に変形するメカ「ロードストライカー」を駆る。
ゴリアテ
声優：大塚明夫
ビィーステクターの1人。帝国軍制地軍軍隊長でゴリラの獣人。ドスのきいた口調で話す。戦車型からゴリラ型に変形するメカ「グランドバスター」を駆る。
バロン
声優：堀内賢雄
ビィーステクターの1人。帝国軍制空軍軍隊長で鳥の獣人。ナルシストな性格。ドリル型から鳥型に変形するメカ「スカイセイバー」を駆る。

## 主題歌
- OP「Trouble Maker」
- ED「determination～大人になろうとおもう～」
  - 作詞: 雄鹿美子 / 作曲: 半澤一雄 / 編曲: NON / 歌: 鈴木真仁

※ゲーム内では使用されず、「Trouble Maker」のみCMのテーマソングに使用された。

## スタッフ
- ディレクター＆ストーリー：菅波秀幸
- メインプログラマー：前川正人
- メイングラフィック：荻野誠
- キャラクターデザイン：菊地徹彦
- ミュージック：半澤一雄
- スーパーバイザー：前川正人
- プロデューサー：菊本裕智
- パブリッシャー：福嶋康博
- エグゼクティブプロデューサー：千田幸信　本多圭司